# Berry Kroeger
Berry Kroeger (n. 16 octombrie 1912, San Antonio, Texas, SUA – d. 4 ianuarie 1991, Los Angeles, California, SUA) a fost un actor american de teatru, film și televiziune. 

## Biografie
S-a născut în orașul San Antonio, Texas. Și-a început cariera la radio mai întâi pe post de crainic al serialului radiofonic Suspense și apoi ca actor, jucând pentru un timp în serialul radiofonic The Falcon. De asemenea, l-a interpretat la radio pe dr. Reed Bannister în Big Sister, a narat Salute to Youth:293 și a apărut periodic ca omul de afaceri Sam Williams în serialul radiofonic Young Doctor Malone.
A debutat pe Broadway în spectacolul The World's Full of Girls (1943) și a apărut în Reclining Figure (1954), Julius Caesar (1950) și The Tempest (1944). L-a interpretat pe Marele Lama în adaptarea muzicală din 1956 a romanului Orizont pierdut, intitulată Shangri-La.
Kroeger a fost descoperit de regizorul William Wellman în timp ce juca pe Broadway și a început să apară în filme odată ce a devenit cunoscut pentru rolul său din The Iron Curtain (1948). S-a specializat în interpretarea unor roluri de răufăcători odioși în filme ca Act of Violence (1948), The Iron Curtain (1948), a unui avocat necinstit în Cry of the City (1948) și a unui șef posesiv în filmul noir Gun Crazy (1949) al lui Joseph H. Lewis. Flerul lui pentru rolurile de indivizi depravați și amenințători l-a făcut să fie distribuit adesea în filme de categoria B precum Chamber of Horrors (1966) și The Incredible 2 - Headed Transplant (1971). El a apărut într-un rol mic ca bătrânul satului în Tânărul Frankenstein (1974).
A apărut în zeci de programe de televiziune. El a jucat în șapte episoade ale serialului Perry Mason, inclusiv pe ucigașul Edgar Whitehead în episodul „The Case of the Blind Man's Bluff” (1961), pe victima crimei Kirk Cameron în episodul „The Case of the Illicit Illusion” și pe Rexford Wyler în episodul „he Case of the Wooden Nickels ”(ambele din 1964). A apărut, de asemenea, în spectacole ca Hawaiian Eye, Get Smart (în calitate de personaj care-l imită pe actorul Sydney Greenstreet) și The Man from UN.C.L.E.  .Ultimul său rol major de film a fost în Sămânța demonului(1977).
Berry Kroeger a decedat pe 4 ianuarie 1991 din cauza unei insuficiențe renală la Centrul Medical Cedars-Sinai din Los Angeles. Avea vârsta de 78 de ani. I-au supraviețuit soția și o soră.

## Filmografie
| An   | Titlu                              | Rol                                | Note                             |
| ---- | ---------------------------------- | ---------------------------------- | -------------------------------- |
| 1941 | Tom, Dick and Harry                | băiatul din film                   | Voce, nemenționat                |
| 1948 | The Iron Curtain                   | John Grubb, poreclit „Paul”        |                                  |
| 1948 | Cry of the City                    | W.A. Niles                         |                                  |
| 1948 | The Dark Past                      | Mike                               |                                  |
| 1949 | Act of Violence                    | Johnny                             |                                  |
| 1949 | Down to the Sea in Ships           | Manchester                         |                                  |
| 1949 | Black Magic                        | Alexandre Dumas                    |                                  |
| 1949 | Fighting Man of the Plains         | Cliff Bailey                       |                                  |
| 1949 | Chicago Deadline                   | Solly Wellman                      |                                  |
| 1950 | Gun Crazy                          | Packett                            |                                  |
| 1950 | Guilty of Treason                  | colonelul maghiar de poliție Timar |                                  |
| 1951 | The Sword of Monte Cristo          | ministrul Charles La Roche         |                                  |
| 1952 | Battles of Chief Pontiac           | col. von Weber                     |                                  |
| 1955 | Yellowneck                         | Plunkett                           |                                  |
| 1955 | Blood Alley                        | bătrânul Feng                      |                                  |
| 1956 | Man in the Vault                   | Willis Trent                       |                                  |
| 1960 | Seven Thieves                      | Hugo Baumer                        |                                  |
| 1960 | The Story of Ruth                  | Huphim                             |                                  |
| 1960 | The Walking Target                 | Arnie Hoffman                      |                                  |
| 1961 | The Rifleman                       | Ansel Bain                         | Episodul „Closer than a Brother” |
| 1961 | Atlantis, the Lost Continent       | Surgeon                            |                                  |
| 1962 | Womanhunt                          | Petrie / Osgood                    |                                  |
| 1962 | Hitler                             | Ernst Röhm                         |                                  |
| 1964 | The Time Travelers                 | Preston                            |                                  |
| 1964 | Youngblood Hawke                   | Jock Maas                          |                                  |
| 1966 | Chamber of Horrors                 | Chun Sing                          |                                  |
| 1969 | Nightmare in Wax                   | Max Black                          |                                  |
| 1970 | The Wild Scene                     | Tim O'Shea                         |                                  |
| 1970 | Tora! Tora! Tora!                  | general american                   | necreditat                       |
| 1971 | The Mephisto Waltz                 | Raymont                            |                                  |
| 1971 | The Incredible 2-Headed Transplant | Max                                |                                  |
| 1971 | The Seven Minutes                  | Paul Van Fleet                     |                                  |
| 1973 | Pets                               | expertul în artă                   |                                  |
| 1974 | Young Frankenstein                 | Bătrânul statului                  | necreditat                       |
| 1975 | The Man in the Glass Booth         | Joachim Berger                     |                                  |
| 1977 | Demon Seed                         | Petrosian                          |                                  |

## Legături externe
- Berry Kroeger la Internet Movie Database
- en Berry Kroeger la Internet Broadway Database